# Боливарианская революция

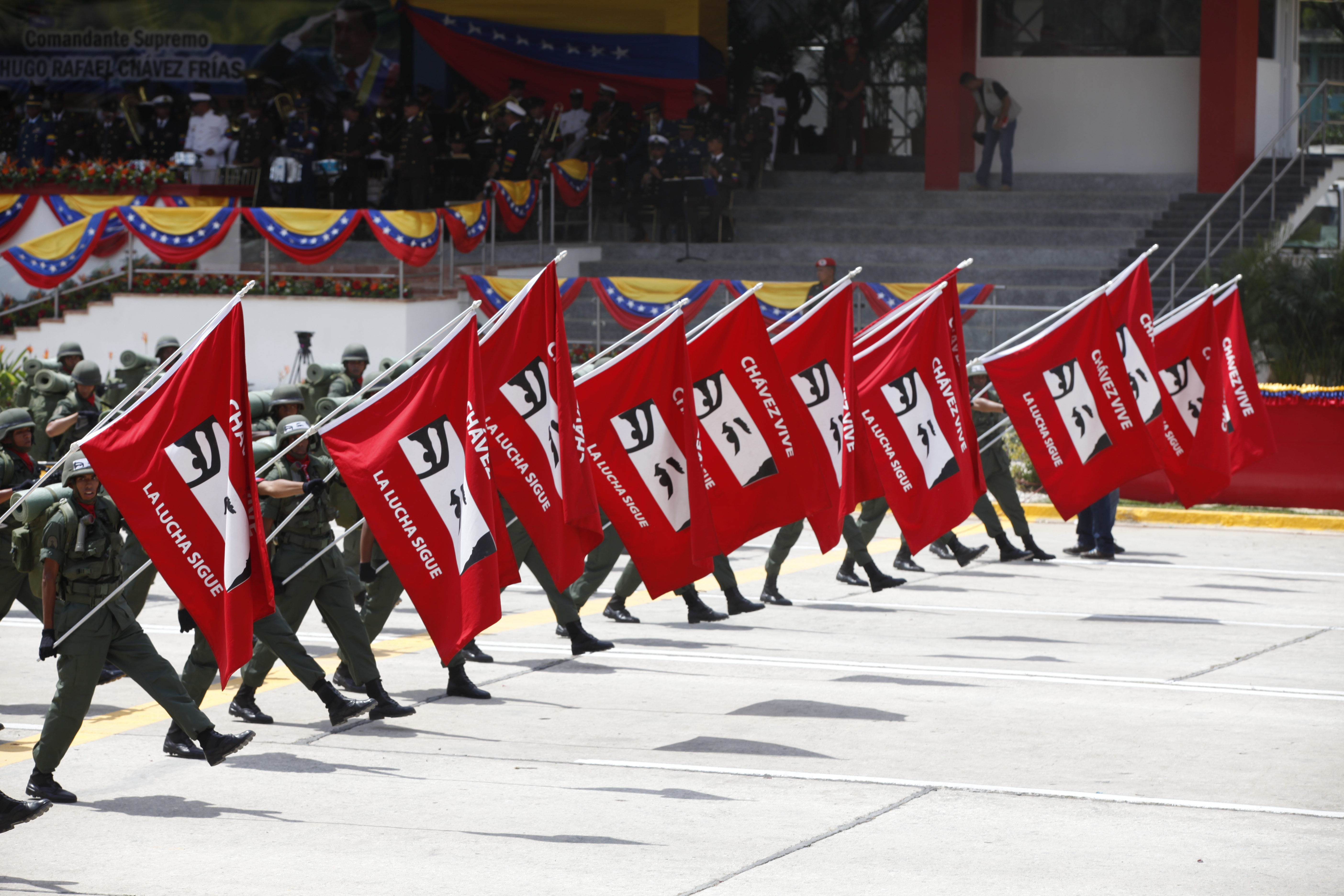
Мероприятия в память об Уго Чавесе в Каракасе, 2014 год

«Боливарианская революция» (исп. Revolución bolivariana) — массовое общественно-политическое движение в Венесуэле, созданное после избрания Уго Чавеса президентом этой страны в 1998 году. Это движение базируется на идеологии претворения политической программы Симона Боливара и социализма. Заявленной целью «Боливарианской революции» является фундаментальная экономическая и политическая трансформация, а также замена капитализма системой, известной как «социализм XXI века».

## Идеология
Боливарианизм его идеологи относят к социализму; Чавес неоднократно заявлял о своём уважении к идеологии и восхищении некоторыми схожими с ним, по его мнению, революционерами (в основном Львом Троцким). Однако в то же время он выступал против изменений путём насильственного социального переворота, предпочитая достигать этого методами парламентаризма. Критиковал СССР за искажение левых идеалов и подчёркивал, что Венесуэла намерена создать другую форму организации общества, основанную на социальной справедливости («социализм XXI века»).
В то же время боливарианский социализм сочетается с сильными акцентами на христианство. Чавес ссылался на интерпретацию Евангелия в духе теологии освобождения, подчёркивая роль Иисуса как освободителя общества (а не только спасителя каждого человека как индивидуума), провозгласившего социальную активность христиан в целях защиты социальной справедливости.
Важной составляющей идеи была также сама фигура Чавеса; в соответствии с латиноамериканскими традициями лидерства он являлся иконой движения и оказывал огромное влияние на его развитие, что привело к появлению в боливаризме авторитарных элементов.
По замыслу Чавеса, к 2019 году в Венесуэле должен был завершиться третий этап боливарианской революции – переход к полноценному социализму.

## История

### 1998—2002
Президентские выборы в Венесуэле в 1998 году завершились победой Уго Чавеса, бывшего подполковника воздушно-десантных войск, организатора неудавшегося переворота в 1992 году.
Чавес начал предвыборную кампанию с объявления о намерениях изменить название государства, провести обширные реформы политической системы и начать деятельность, направленную на устранение имущественного расслоения в обществе, а также на борьбу с бедностью и неграмотностью и получил на выборах 56,2 % голосов. Его последователи начали организовываться в местные советы, называвшихся боливарианскими кружками.
В 1999 году на всенародном референдуме была утверждена новая Конституция Венесуэлы.
С самого начала своего правления Чавес столкнулся с сильной оппозицией, в основном со стороны наиболее богатых слоёв общества и частных средств массовой информации, составлявших более 90 % от общего количества средств массовой информации.
В апреле 2002 года оппозиция пыталась захватить власть путём переворота, назначив временное правительство во главе с Педро Кармоной; однако немедленное наступление сторонников Чавеса привело к его падению (сторонники Чавеса обвиняют ЦРУ в активной поддержке переворота, что представители США последовательно отрицают).
В январе 2008 года Чавес официально амнистировал организаторов переворота.

### 2002—2009
После поражения путча, на рубеже 2002 и 2003 годов оппозиция организовала всеобщую забастовку, что вынудило власти временно закрыть главную госкомпанию PDVSA.
В августе 2004 года, после сбора оппозицией необходимого согласно конституции количества подписей, состоялся всеобщий референдум по вопросу отстранения президента от власти. Чавес, однако, получил на нём 59 % голосов в свою поддержку и остался президентом. Уже после выборов бюро статистики Роберта Ригобона и Рикардо Хаусманна утверждало, что руководители избирательной комиссии манипулировали результатами выборов; эти утверждения не были подтверждены наблюдателями от Организации американских государств.
В 2006 году Чавес выиграл президентские выборы, победив кандидата от всех оппозиционных сил Мануэля Росалеса. Соблюдение демократических процедур в ходе выборов было подтверждено сторонними наблюдателями.
В декабре 2007 года Чавес выставил на голосование в форме референдума вопрос по поправкам к конституции, которые давали бы президенту право на неограниченное количество участий в выборах на эту должность, расширение полномочий органов местного самоуправления и сохранение возможности отправить президента в отставку после половины срока. Предложенные поправки, однако, были отклонены по причине очень низкой явки избирателей. В феврале 2009 года был проведён второй референдум по этому же вопросу, на этот раз завершившийся принятием поправок.

## Социальная политика/Миссии

### План Боливар 2000
План Боливар 2000 был первым из Боливарских миссий, принятых при администрации президента Венесуэлы Уго Чавеса. По данным Государственного департамента США, Чавес хотел «послать сигнал о том, что военные являются не силой антинародных репрессий, а скорее силой развития и безопасности». Госдепартамент также высказал предположение, что это произошло, что он хотел показать своим ближайшим сторонникам, «он не забыл их».
План предусматривал участие около 40 тыс. венесуэльских солдат в мероприятиях по борьбе с нищетой «от двери до двери», включая массовые прививки, распределение продовольствия в трущобах и школах.
Несколько скандалов повлияли на программу, поскольку против генералов, участвующих в программе, были сформулированы обвинения в коррупции, утверждающие, что значительные суммы денег были разворованы.

### Миссия Баррио Адентро
Цель миссии состояла в том, что бы оказывать комплексную финансируемую государством медицинскую помощь, стоматологическую помощь и спортивную подготовку нижним слоям общества. Миссия Баррио Адентро представляет собой попытку организовать качественную медицину для всех граждан страны.
В ходе миссии построены тысячи медицинских центров. 
По состоянию на 2006 год в штат сотрудников входили 31 439 специалистов, технических специалистов и медицинских специалистов, из которых 15 356 были кубинскими врачами и 1234 венесуэльскими врачами. 
Латиноамериканское отделение Всемирной организации здравоохранения и ЮНИСЕФ высоко оценили эту программу. Несмотря на то, что миссия принесла положительные результаты, были и некоторые трудности. В июле 2007 года Дуглас Леон Натера, председатель венесуэльской Федерации медицины, сообщил, что до 70 % клиник либо перестали работать, либо остались недостроенные. В 2014 году жители Каракаса также жаловались на медицину, несмотря на большое финансирование со стороны правительства Венесуэлы.

### Миссия Хабитат
Цель миссии Хабитат заключается в строительстве тысяч новых квартир для малоимущих (социальное жильё). Программа также направлена на развитие приемлемых и интегрированных жилищных зон, которые предоставляют полный спектр социальных услуг — от образования до здравоохранения, — которые подходят под современные стандарты урбанизации. 
По мнению организации El Universal в Венесуэле, одним из главных недостатков администрации Чавеса является неспособность достичь этой цели: Чавес обещал построить 150 000 домов в 2006 году, но в первой половине года он выполнил только 24 % от этого показателя, построив 35 000 домов.

### Миссия «Робинзон»
В рамках данной программы волонтёры обучают грамоте миллионы совершеннолетних граждан Венесуэлы. Программа носит военно-гражданский тип. При поездках волонтеров в отдаленные уголки страны, их сопровождают военные. Поездки в отдаленные части страны необходимы, чтобы дать населению тех регионов регулярное школьное образование и уроки. 28 октября 2005 года Венесуэла объявила себя «территорией, свободной от неграмотности», повысив, по ее первоначальным оценкам, уровень грамотности примерно до 99 процентов, хотя статистика была изменена на 96 процентов. Согласно стандартам ЮНЕСКО, страна может быть объявлена «грамотной», если 96 % ее населения старше 15 лет могут читать и писать.

## Внешняя политика
Боливарианское движение, базируясь на социализме, подчёркивало роль политики интернациональной поддержки стран с левыми правительствами и оппозицию неоколониализму и неолиберализму, так же как и усилиям США, направленным на сохранение экономической зависимости Латинской Америки от этой страны. Это находило своё отражение в широкой помощи странам, союзным боливарианизму (Эквадор, Никарагуа, Боливия, Куба) и заключении торговых соглашений со странами, враждебными к США (Иран, Белоруссия). Уго Чавес также являлся одним из наиболее острых (и агрессивно высказывавшихся) критиков политики США и Джорджа Буша-младшего. В сентябре 2008 года, после показа на венесуэльском телевидении репортажа, сообщающего сведения о попытке организации в Венесуэле нового переворота, Чавес выслал посла США из страны.
Уго Чавес также обвинялся в оказании финансовой поддержки террористической организации ФАРК, что правительство Венесуэлы последовательно отрицает.